# Sinusvåg

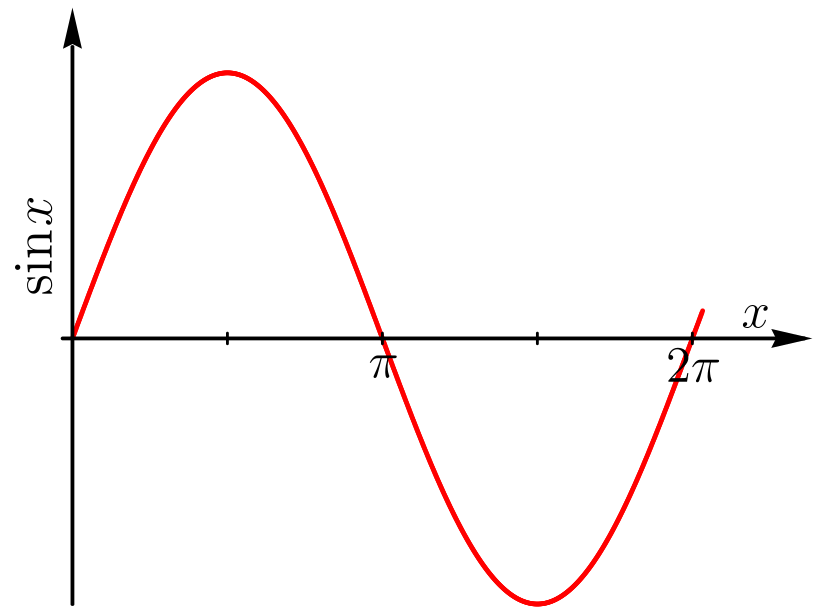
En period av en sinusvåg

En sinusvåg är den naturliga svängningsrörelsen för ett fritt svängande system. Den är till exempel den minsta beståndsdelen av en ton. En sinuston är en jämn ljudvåg med konstant frekvens och amplitud, utan övertoner. Kan ritas upp med hjälp av den matematiska funktionen sinus. Varje annan kontinuerlig stationär vågrörelse som kan finnas hos ett fritt svängande system kan byggas upp genom att kombinera ett stort (ibland oändligt) antal sinusvågor. Alternativt kan varje annan kontinuerlig stationär vågform brytas ned till sen summa av ett antal sinusfunktioner, vilka har samma frekvens som den lägsta i svängningen ingående frekvensen (grundtonen) samt heltalsmultipler av denna (övertonerna). Se Fourierserie.